# Johan Mjällby
Karl Johan Siward Mjällby, född 9 februari 1971 i Järfälla, är en svensk före detta fotbollsspelare, försvarare och mittfältare, och senare även  fotbollstränare. Mjällbys efternamn kommer av att hans farfar, John Sivert Pettersson, vid flytt till Stockholm tog namnet efter Mjällby, då hans släkt kom från orten.

## Spelarkarriär

### Klubbkarriär
Johan Mjällby var en lovande anfallare i IK Bele men var som ungdom ännu mer lovande i tennis. Som 13-åring hamnade han i AIK. Mjällby gjorde allsvensk debut som 18-åring  den 1 oktober 1989 mot Örgryte IS. Det blev totalt 14 allsvenska matcher säsongen 1990 och dessutom debut i OS-landslaget. Mjällby spelade i samtliga matcher utom två när AIK slutade fyra i Allsvenskan 1991. Året därpå vann klubben SM-guld för första gången på 55 år. Men en knäskada höll Mjällby borta från spel i ett och ett halvt år.   
Mjällby var med när AIK vann Svenska cupen både 1996 och 1997. Tränaren Erik Hamrén hade valt att flytta upp Mjällby som central mittfältare tillsammans med Ola Andersson, och var också med om att spela två kvartsfinaler mot FC Barcelona i mars 1997 i Cupvinnarcupen. Året därpå tog Stuart Baxter över som tränare, och som defensiv innermittfältare spelade Mjällby i samtliga matcher utom två i sin tionde A-lagssäsong, och AIK vann SM-guld 1998, varpå han lämnade Sverige för spel i skotska Celtic i november samma år.
Mjällby debuterade i Celtic i mötet mot ärkerivalen Glasgow Rangers 21 november 1998. Det skulle inte bli förrän Martin O'Neills ankomst sommaren 2000, som Mjällby fick sin bästa form i positionen som mittback. Mjällby gjorde 144 matcher för Celtic under åren 1998-2004, bl.a. tillsammans med Henrik Larsson och även Magnus Hedman. Mjällby var med och vann den skotska ligan tre gånger, 2001, 2002 och 2004, vann fyra cuptitlar, samt nådde finalen i Uefacupen 2003 där de förlorade mot FC Porto. 
I juli 2004 skrev Mjällby på ett tvåårskontrakt med Levante UD, och debuterade i La Liga-klubben i matchen mot Real Sociedad 29 augusti 2004. Det blev bara ytterligare två matcher från start, då Mjällby ådrog sig en allvarlig knäskada i oktober samma år. Träning på konstgräs var ödesdigert för Mjällbys knä och han fick bryta kontraktet i slutet av mars 2005. Klubben var tacksam för Mjällbys professionalism.
Mjällby återvände inför säsongen 2006 till AIK, men hans återkomst till Allsvenskan varade i 79 minuter i premiären mot Gefle 2 april samma år, och han tvingades att avsluta sin karriär.

### Landslagskarriär
Mjällby landslagsdebuterade för Sverige den 12 mars 1997 mot Israel, en träningslandskamp i Tel Aviv som Sverige vann med 1-0. Mjällby spelade i alla tre gruppspelsmatcherna för Sverige i EM 2000 där han som defensiv mittfältare gjorde mål i öppningsmatchen mot Belgien. Han var sedan lagkapten under VM 2002 och bildade ett framgångsrikt mittbackspar med Andreas Jakobsson i alla fyra matcherna. Mjällby var även med i truppen i EM 2004, men spelade inte, och hans sista 49:e landskamp blev en halvlek i VM-kvalmatchen mot Ungern den 9 oktober 2004.

## Efter spelarkarriären
Mjällby har tidigare varit fotbollsexpert i TV4 och gjorde comeback 2007 i division 5-laget Rimbo IF. 

### Tränarkarriär
Den 25 mars 2010 blev det klart att Johan Mjällby skulle bli assisterande tränare i sin gamla klubb Celtic FC. I början av oktober 2014 följde Mjällby med sin gamla kollega i Celtic, Neil Lennon, till Bolton Wanderers FC. Efter knappt ett år i Bolton återvände han till Sverige och denna gång till Västerås, för att skriva på för division 1-klubben Västerås SK som manager.
Efter två säsonger i Västerås SK skrev Johan Mjällby på ett 2-årskontrakt med Gefle IF den 8 december 2017. Efter drygt sju månader i Gefle IF fick han sparken den 2 juli 2018 efter en svag säsongsinledning med 11 poäng på 15 seriematcher. I december 2018 blev han tränare  i två säsonger för FC Stockholm. Hans debutår resulterade i en femteplats i Division 2.

## Klubbar

### Som spelare
- IK Bele (1976–1984)
- AIK (1984–1998)
- Celtic (1998–2004)
- Levante (2004–2005)
- AIK (2005–2006)
- Rimbo IF (2007)

### Som tränare
- Celtic (2010–2014, assisterande)
- Bolton Wanderers FC (2014-2015 , assisterande)
- Västerås SK (2016-2017 , Huvudtränare/Manager)
- Gefle IF (2018-2018 , Huvudtränare)
- FC Stockholm (2019-2020)

## Meriter

### Som spelare
AIK
- Svensk mästare: 2 (1992 (tog ej emot medalj), 1998)

Celtic
- Skotsk mästare: 3 (2001, 2002, 2004)

A-landslaget
- 49 A-landskamper / 4 mål
- VM-slutspel: 2002
- EM-slutspel: 2000 och 2004